# British Shorthair
British Shorthair (in inglese "britannico a pelo corto") è una razza di gatto domestico.
È la razza più diffusa nei registri del Governing Council of the Cat Fancy (GCCF) del Regno Unito dal 2001, quando ha superato la razza persiana.

## Storia
Il British Shorthair è il discendente dei gatti portati in Gran Bretagna dai Romani che furono successivamente incrociati con i gatti selvatici nativi. Storicamente si sa che il British Shorthair visse allo stato selvatico o quanto meno non fu riconosciuto e allevato come razza a sé sino al XIX secolo. Nella seconda metà dell'Ottocento Harrison Weir decise di selezionare la razza di questo gatto nella sua varietà blu e lo presentò per la prima volta all'esposizione felina del Crystal Palace nel 1871. I British blue furono per lungo tempo confusi e incrociati con i gatti certosini francesi. Le caratteristiche del genotipo di queste due razze sono alquanto diverse. La popolarità della razza è diminuita dal 1940, ma dalla fine della seconda guerra mondiale i programmi di allevamento si sono intensificati e la popolarità della razza crebbe di nuovo. Per un certo periodo i British Shorthair furono incrociati con i gatti persiani per rendere il loro corpo più soffice e la testa più tonda. Le guance rotonde e le pieghe intorno alla bocca che simulano il sorriso ricordano il gatto del Cheshire di Alice nel paese delle meraviglie

### Leggenda
Secondo la leggenda, il progenitore del British Shorthair non abitava in Gran Bretagna, bensì in Egitto, ed era il gatto preferito del generale egizio Gasthelos e di sua moglie Scota, un gattone pasciuto e coccolatissimo, considerato effigie vivente di una divinità. Gasthelos, per ordine del faraone, inseguì gli ebrei in fuga sino al mar Rosso e, quando le sue truppe furono inghiottite dalle acque che si erano miracolosamente aperte per far passare i fuggitivi, per salvarsi dell'ira del faraone, decise di radunare i soldati superstiti e di tentare la sorte fuori dall'Egitto, partendo verso l'ignoto per fondare una nuova nazione. Naturalmente il gatto lo seguì e fu invocato come propiziatore di buona sorte. Gasthelos e Scota si fermarono dapprima nel regno di Brigantium, sito nell'attuale Portogallo, quindi proseguirono sino alla Gran Bretagna e si stabilirono in quella terra che chiamarono Scozia in onore di Scota. Il gatto mostrò di gradire molto la nuova dimora, si accoppiò con molte gatte che vivevano allo stato selvatico e da queste unioni nacquero i primi esemplari di British Shorthair.

## Standard di razza

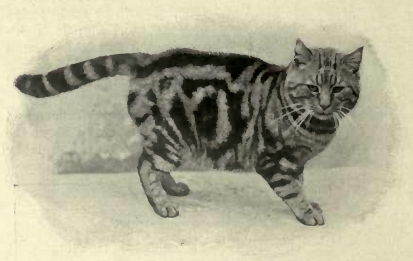
Un British Shorthair vincitore di una mostra in una stampa d'epoca

Lo standard di razza (ANFI/FIFE) è il seguente:
il British Shorthair è massiccio, con un foltissimo pelo che lo rende simile a un peluche, sofficissimo al tatto e definito in inglese crisp. Gli occhi sono grandi, rotondi e molto espressivi; possono essere di molte varietà di colore: rame, giallo oro, verde e blu; la maggioranza li ha arancio o rame. La testa del gatto è rotonda e piena, con le guance paffute (soprattutto nei maschi). Il corpo di questo felino è grande, robusto e muscoloso (cobby in inglese), caratterizzato da petto largo, spalle e fianchi robusti e gambe corte, con zampe rotonde e una coda ben fornita di pelliccia, che termina in una punta arrotondata.
Lo scarto di grandezza fra maschi e femmine è particolarmente vistoso in questa razza: i maschi hanno un peso medio di 5–8 kg, mentre le femmine possono pesare fino a 4–5 kg. La durata della vita media è di 14-20 anni.
- Testa: 30 punti secondo lo Standard FIFé. Dimensioni medio-grandi. Forma rotonda e massiccia con cranio largo. La testa poggia su un collo massiccio, corto, ben sviluppato. Naso corto, largo e diritto, con una depressione ma non con uno stop simile a quello degli Exotic e dei Persiani. Mento forte. Orecchie piccole, ben distanziate e leggermente arrotondate in punta.
- Occhi: 10 punti secondo lo Standard FIFé. Grandi, rotondi, distanziati e bene aperti. Il colore varia a seconda del colore del mantello; nel British Shorthair blu sono arancio, dorato e rame; tendono a scolorire leggermente con l'età.
- Corpo: 20 punti secondo lo Standard FIFé. Struttura muscolosa e raccolta, di taglia medio-grande (un maschio in forma pesa 5–6 kg), tronco tozzo e tutto della stessa larghezza, spalle larghe, petto arrotondato e cassa toracica sviluppata, il corpo è leggermente più lungo del cobby. Forte dimorfismo sessuale: la femmina è più piccola del maschio. Zampe massicce e corte con piedi rotondi e saldi. Coda corta e folta, con la punta leggermente arrotondata.
- Pelo: qualità e tessitura: 10 punti secondo lo Standard FIFé. Corto e folto, tessitura con buon sottopelo denso. Non eccessivamente morbido, ma crisp e piacevole al tatto.
- Mantello: colore disegni e pezzature: 25 punti secondo lo Standard FIFé. Il colore del pelo deve essere uniforme dalla punta alla radice, eccetto per le varietà tabby e silver.
- Condizione: 5 punti secondo lo Standard FIFé: deve essere in eccellenti condizioni di salute.

Totale: 100 punti che rappresentano il gatto British perfetto.
I British Shorthair sono presenti in molti colori. Per molti anni, la variante più popolare è stata quella blu e fino a pochi anni fa questo gatto veniva chiamato anche "British blue". Il blu rimane comunque uno dei colori più popolari della razza, anche se ora c'è una grande varietà di altri colori e varianti cosiddette "pattern accepted" riconosciute da molti enti e associazioni. Questi includono i colori nero, blu, bianco, rosso, crema, cioccolato, lilla, cinnamon (cannella) e fawn (daino). Il British Shorthair può essere monocolore (i più diffusi) o presentare un mantello con più colori, come i colourpoint, i tabby, i silver e golden (ombreggiati) e i bicolori. Tutti i colori scuri si possono presentare anche nelle femmine nella diverse varietà tartaruga (black tortie, chocolate tortie, blue tortie e lilac tortie), che è una combinazione di rosso o crema con altri colori.
I colori si possono così schematizzare:

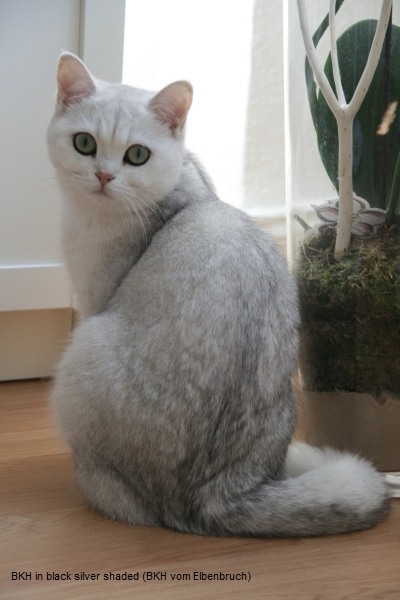
Esemplare nel colore black silver shaded

- tra gli unicolori il blu: è il colore più conosciuto. Il British blue ha mantello grigio/blu e, come gli altri unicolori, non deve presentare marcature tabby.
- nero, bianco, rosso, crema, chocolate (marrone come il cioccolato al latte), lilac (grigio rosato), cinnamon e fawn;
- black tortie (squama di tartaruga nera), blue tortie (squama blu o blu-crema), chocolate tortie (squama cioccolato), lilac tortie (squama lilla), cinnamon tortie (squama cannella), fawn tortie (squama daino).
- smoke.
- tabby: blotched, mackerel, spotted;
- silver tabby: blotched, mackerel, spotted;
- tutti i colori con il bianco: arlecchino, bicolore, vanno a seconda della prevalenza della parte colorata o di quella bianca;
- colourpoint: seal, chocolate, lilac, blue, red, tabby, silver, golden, tortie, bicolore, cinnamon, fawn.
- tipped o chinchilla (cincillà) o silver shaded (ombreggiato) in tutte le varietà di colore dal nero al rosso, al tortie; (con occhi verdi smeraldo bordati di nero).
- golden shell o golden shaded: con un affascinante aspetto dorato (con occhi verdi).

Difetti tipici: mantello troppo lungo o troppo morbido, che indica la prevalenza dell'apporto delle caratteristiche del gatto persiano con cui in passato è stato ibridato, mancanza di sottopelo, ossatura delicata, macchie bianche in mantelli unicolori, testa troppo sottile, guance piatte, occhi con taglio orientale (a mandorla) e obesità.

## Carattere

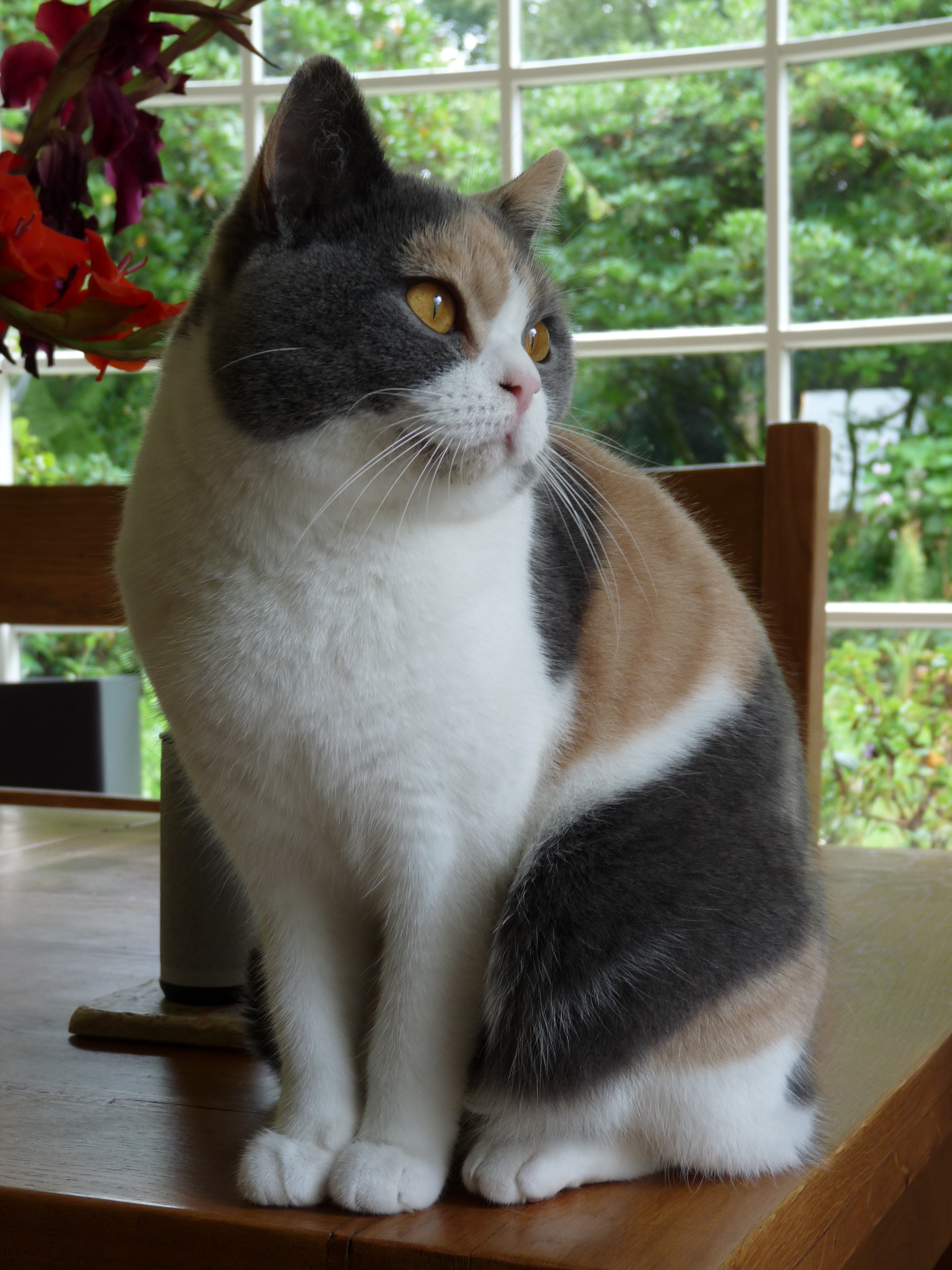
Esemplare di British Shorthair calico

I British Shorthair sono una razza dal carattere molto particolare tra i gatti. Hanno un carattere stabile che li rende molto adatti come gatti da interno, cioè per la vita d'appartamento. Questi sono infatti i tipici gatti da interno a pelo corto. Non esigono molte attenzioni, perciò anche se il proprietario dovesse assentarsi per qualche ora questo tipo di gatto non soffrirà di solitudine, poiché ha una tendenza molto spiccata a giocare, anche da solo. I British Shorthair, nonostante la propensione al gioco, non sono iperattivi, sono molto tranquilli e possono anche dormire molte ore al giorno, preferendo stare vicino ai loro proprietari, piuttosto che su di essi. Potrebbero supervisionare le attività di famiglia da un trespolo comodo o forse dal pavimento.
I British Shorthair sono gatti molto adatti per la gente che lavora, in quanto non hanno problemi nell'oziare semplicemente in giro per casa mentre il loro proprietario è fuori. Questi gatti non hanno stimoli distruttivi e generalmente non hanno bisogno di altri animali di compagnia, anche se non hanno problemi nel convivere con un altro British Shorthair o un altro gatto con temperamento simile.
Questi gatti amano particolarmente essere coccolati e non sono una razza particolarmente rumorosa, anche se i miagolii non mancano, soprattutto nel momento del cibo o mentre giocano. I British Shorthair hanno la tendenza a seguire le persone da una stanza all'altra per stare con il loro proprietario e vedere cosa sta succedendo. Ad altri non importa di essere coccolati e la maggior parte di questi gatti preferisce mantenere le quattro zampe per terra mentre è coccolato, piuttosto che venire preso in braccio.
La razza è diventata una delle preferite dagli addestratori di animali a causa della sua natura e intelligenza e negli ultimi anni questi gatti sono apparsi in molti film di Hollywood e spot televisivi. Possono imparare piccoli accorgimenti spontaneamente.
Il carattere di questo gatto può venire così descritto:
- Solido

Il British Shorthair tanto è un gatto solido fisicamente quanto lo è psichicamente. Il British è molto posato, non si lascia andare a crisi nevrasteniche e non alza la voce, non graffia e non morde per rabbia o per paura (al massimo mordicchia per giocare, ma facendo sempre grande attenzione a non superare i limiti consentiti e quando mette le zampe sulla faccia del padrone tira sempre dentro le unghie).
- Indipendente

Il British è un gatto dominante, indipendente e molto fiero, con un gran senso della dignità personale. Adora stare in compagnia e tende a seguire i padroni per tutta la casa come un cagnolino, sistemandosi spesso sui tavoli o sulle sedie o in qualche posizione da cui abbia la panoramica dei movimenti della famiglia umana. Non ama farsi stringere e strapazzare inutilmente e decide lui quando è l'ora delle coccole. Se troppo manipolato recalcitra con le zampine anteriori e si ritira per un po' per conto suo.
- Affettuoso

È un gatto affettuoso, dolce ed estremamente legato alla famiglia di cui si sente un componente alla pari.
- Adattabile

Il British è più legato ai padroni che alla casa. Si adatta bene ai cambiamenti e ai viaggi. Il cambio di ambiente è anzi un'occasione per esplorare nuovi orizzonti, con la curiosità innata che lo contraddistingue. Il British è anche molto paziente con i bambini e se proprio non ce la fa più, piuttosto che far loro male si nasconde in qualche posto dove può stare in pace per un po'.
- Cacciatore e giocherellone

Il British ha un istinto da cacciatore che in campagna si rivela con roditori, uccelli e lucertole e che, in appartamento, si sfoga sugli insetti di ogni tipo. Alla vista di un moscerino il British si illumina e inizia ad avvicinarsi circospetto emettendo un caratteristico suono acuto di allarme, fino a piombare sulla preda. Il British ama anche molto il gioco, in particolare quello che gli ricorda la caccia, ama rincorrere la pallina che gli si tira e può imparare a riportare piccoli oggetti (corde o topolini di pezza).
I British Shorthair non richiedono molte cure, anche se qualche spazzolatura ogni tanto gli farebbe comodo. I British Shorthair possono essere soggetti all'obesità, soprattutto se sterilizzati o tenuti al chiuso, quindi si deve curare la loro dieta.